# Suczasnist´
Suczasnist´ (ukr. Сучасність, tłum. „współczesność”) – ukraiński miesięcznik poświęcony literaturze, sztuce i życiu społecznemu wydawany w latach 1961–1990 w Monachium, 1990-91 w Newark, od stycznia 1992 do października 2012 w Kijowie.
Miesięcznik powstał na bazie dwutygodnika Suczasna Ukrajina (ukr. Сучасна Україна, red. naczelny Wołodymyr Stachiw) i miesięcznika Ukrajińska literaturna hazeta (ukr. Українська літературна газета, red. Iwan Koszeliweć i Jurij Ławrinenko), wydawanych w latach 50. XX wieku w Monachium przez Ukraińskie Towarzystwo Studiów Zagranicznych (ukr. Українське товариство закордонних студій) powiązane z Przedstawicielstwem Zagranicznym UHWR i kierowanym przez Mykołę Łebedia nowojorskim wydawnictwem Prolog, wspieranym finansowo przez USA. Pismo miało charakter ponadpartyjny.
Kolejnymi redaktorami naczelnymi Suczasnosti byli: Iwan Koszeliweć (1961-66), Wolfram Burghardt (1967-70), Bohdan Krawciw (1970-75), Iwan Koszeliweć (1976-77), Marta Skorupska (p.o. 1978), Jurij Szewelow (1978-81), Marta Skorupska (1981-83), Iwan Koszeliweć (1983-84), Taras Hunczak (1984-1991), Taras Hunczak i Iwan Dziuba (1992-1995).
Z pismem współpracowali m.in.: Emma Andijewska, Wasyl Barka, Bohdan Bojczuk, Wolfram Burghardt, Wira Wowk, Jakiw Hnizdowski, Wsewołod Hołubnyczy, Swiatosław Hordynski, Iwan Hrynioch, Ołeksa Izarski, Anatol Kaminski, Bohdan Kordiuk, Iwan Koropecki, Iwan Koszeliweć, Bohdan Krawciw, Wołodymyr Kubijowycz, Jurij Ławrinenko, Wadym Łesycz, Iwan Łysiak-Rudnycki, Iwan Majstrenko, Wasyl Markuś, Petro Odarczenko, Omelan Pricak, Myrosław Prokop, Emanuił Rajs, Bohdan Rubczak, Ułas Samczuk, Ołeksa Stefanowycz, Wołodymyr Stachiw, Jurij Tarnawski, Bohdan Cymbalisty, Jurij Szewelow, Roman Szporluk. Wydawnictwo publikowało również autorów zakazanych w USRR, w tym nieżyjących twórców rozstrzelanego odrodzenia lat 20. XX w.
Równolegle do miesięcznika od 1968 roku działało Wydawnictwo Suczasnist´, które opublikowało ponad 60 książek.
Suczasnist´ wiele uwagi poświęcała ruchowi praw człowieka i opozycji w USRR. Na jej łamach publikowano teksty i utwory Iwana Dziuby, Ihora Kałyncia, Łewka Łukjanenki, Jewhena Swerstiuka, Wasyla Stusa, Wjaczesława Czornowoła i in., przedrukowywano publikacje samizdatowe.
Od 1992 Suczasnist´ była wydawana w Kijowie, początkowo przez Prolog i Stowarzyszenie Ukrainoznawców. Redaktorami naczelnymi byli kolejno Iwan Dziuba, Ihor Rymarczuk, Wadym Skuratiwski, Dmytro Stus, Wiktor Moroz i Taras Fediuk. W piśmie publikowali wówczas m.in.: Jurij Andruchowycz, Jurij Wynnyczuk, Oksana Zabużko, Wasyl Sachno, Ołeksandr Irwanec i Natałka Biłocerkiweć.
Po 2000 z uwagi na problemy finansowe pismo ukazywało się nieregularnie. Ostatni numer Suczasnosti ukazał się w październiku 2012.